# Pověta

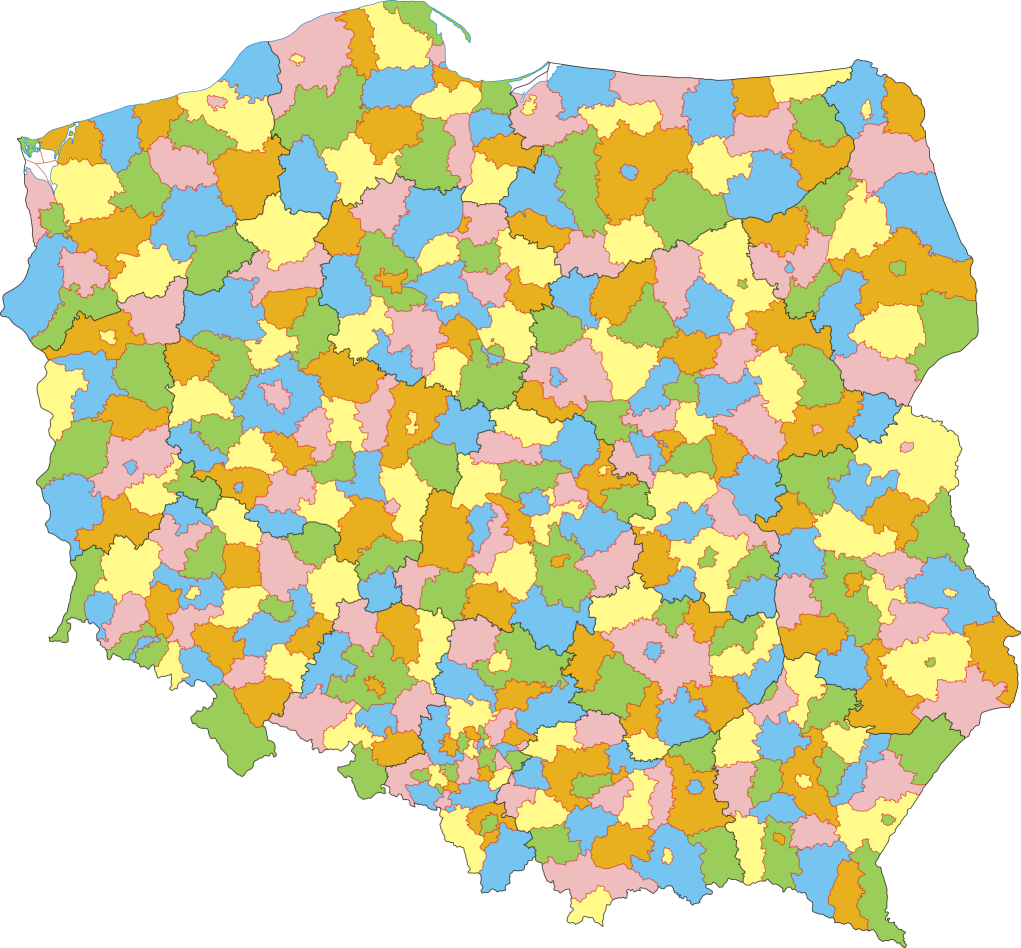
Powiaty v Polsku

Powiat je polský termín označující jednotku místní územní správy druhého stupně, obdobu českého okresu. V průběhu historie se obsah a definice termínu měnila. Podle současného rozdělení z roku 1998 je v Polsku 380 okresů včetně městských. Termín byl jako pavietas užíván v historii také v Litvě.

## Význam názvu a etymologie
Polský powiat je překládán jako okres, jemuž je adekvátní. V minulosti, na konci 19. století, byl překládán jako povět čili okrsek, okres.
Název litevských pavietas byl do češtiny na konci 19. století překládán jako pověta nebo povět čili župa, jelikož byl územně podobný spíše dnešním krajům.
Polské powiat souvisí s polským slovem wiec související také se praslovanským větiti – rokovat → větje sněm, srov. se slovem sovět.[zdroj⁠?!]
Litevské pavietas se skládá z předpony pa- a podstatného jména vieta (čili u + místo).[zdroj⁠?!] Inspirován byl termín polským powiat.[zdroj⁠?!]

## Historie

### Polsko
V Polsku tato jednotka vznikla v 15. století v Království polském, kdy právo okresů (powiatů) získala kastelánství: města nebo hrady, které měly svého kastelána. Hlavou powiatu se stal starosta, volený místním sněmem šlechticů.
Dále tato územní jednotka platila v Republice obou národů, kde byla podřazena vojvodstvím a měla volené úřednictvo. V letech 1975–1998 byly powiaty v Polsku zrušeny a třístupňový administrační systém byl převeden na dvoustupňový (vojvodství – gmina). Od 5. ledna roku 1999 se podle polského zákona ze dne 5. června 1998 platnost tohoto typu územně-administrativního dělení obnovila v rámci nově vytvořeného systému: vojvodství (NUTS 2) > powiat (NUTS 4) > gmina (NUTS 5).
Reformou z roku 1998 bylo zřízeno 379 okresů (powiatů), z toho 65 městských a 314 zemských. Podle Nomenklatury územních statistických jednotek v EU odpovídá  NUTS:PL úrovni NUTS 4. Velká města za určitých podmínek získávají status městských okresů.

### Litva
Litevský historický termín pavietas inspirovaný polským termínem v 16. století v Litvě označoval územní jednotku adekvátní dnešnímu apskritis čili českému pojmu kraj. V Litvě byla tato jednotka platná od druhé poloviny 16. století až do 18. století.
Za Lublinské unie byly pověty (pavietas, pl. pavietai) zavedeny i v Litvě, kde ale odpovídaly zhruba dnešnímu pojmu apskritis čili kraj. Nadřazená jednotka administrativního územního dělení byla vajvadija. Kaunaská pověta (Kauno pavietas) ale byla zmiňována již v roce 1486, po obnovení kaunaského hradu (ještě před tím bylo od roku 1398 kaunaské starostenství).